# Музей Кишцелли
Музей Кишцелли (венг. Kiscelli Múzeum) — исторический музей в Будапеште, расположен в живописном зелёном уголке Обуды в одноимённом замке в стиле барокко, который был построен в XVIII веке для монастыря тринитариев. Некоторое время в стенах Кишцелли размещались казармы, а затем больница. В настоящее время - филиал Музея истории Будапешта. Экспозиция Музея Кишцелли посвящена новой и новейшей истории Будапешта и на основании документальных материалов освещает роль Будапешта в истории страны. Самый известный экспонат музея — станок, на котором отпечатали «Национальную песнь» Шандора Петёфи, в которой он призвал венгерский народ к революционной борьбе.